# Carl Georg Köster
Carl Georg Köster, auch Karl Georg Koester (* 13. Februar 1812 in Hamburg; † 3. März 1893 in Düsseldorf) war ein deutscher Landschafts- und Genremaler, der in Bremen, Hamburg und Düsseldorf tätig war.

## Leben

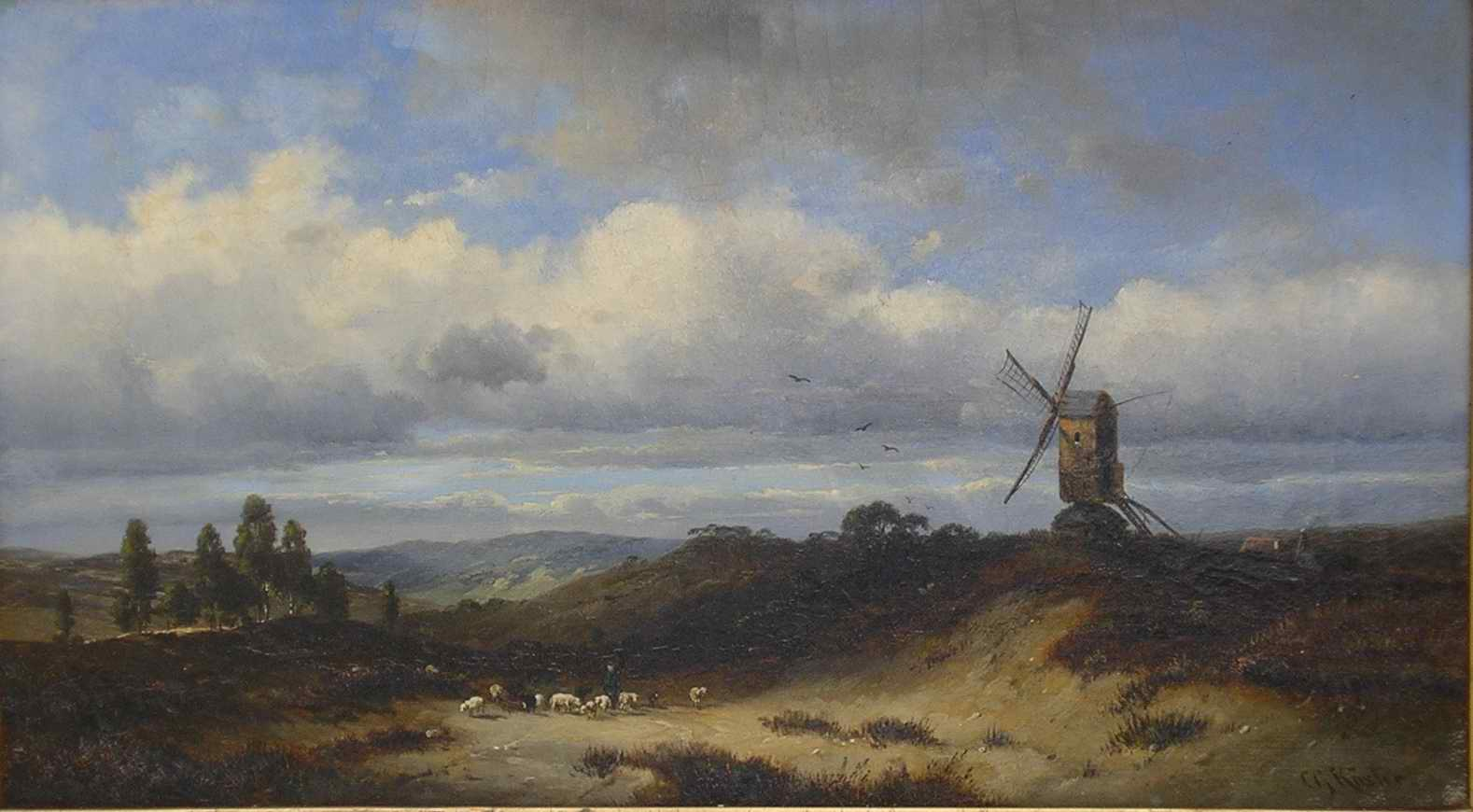
Dünenlandschaft
C. G. Köster, Ölgemälde, um 1850–70

Geboren in Hamburg wandte sich Köster nach unbefriedigenden Anfängen im väterlichen Kaufmannsberuf einer Laufbahn als Künstler zu und studierte ab 1836 an den Akademien in Leipzig, Dresden und München. Seinen Beruf als Maler übte er die längste Zeit in Bremen aus: 1845 bis 1884 malte und zeichnete er hier Ansichten und Landschaften aus der norddeutschen Landschaft, aber auch Motive aus den Alpen. Selten sind sie so genau zu verorten wie die Brücke über den Dobbengraben im Focke-Museum in Bremen. 1884 zog er über Hamburg nach Düsseldorf, wo sein Sohn Paul ebenfalls als Landschaftsmaler arbeitete. Dort starb Georg Köster am 3. März 1893.
Wie viele seiner malenden Zeitgenossen war auch Köster nicht unbeeindruckt von den niederländischen Landschaftern des 17. Jahrhunderts; Anklänge an Jan van Goyen und andere sind erkennbar, doch übernimmt er nicht deren tonige Farbigkeit. Gelegentlich sind seine Landschaften mit miniaturhafter Figurenstaffage versehen. Er signierte mit „C. G. Köster“ oder „G. Köster“.
Das Focke-Museum Bremen besitzt sechs, die Kunsthalle Bremen, in der er 1843 und 1849 ausgestellt hatte, fünf Gemälde von ihm.